# Otînevîci, Jîdaciv
Otînevîci (în ucraineană Отиневичі) este localitatea de reședință a comunei Otînevîci din raionul Jîdaciv, regiunea Liov, Ucraina.

## Demografie
Componența lingvistică a localității Otînevîci
     Ucraineană (99,6%)
     Alte limbi (0,4%)
Conform recensământului din 2001, majoritatea populației localității Otînevîci era vorbitoare de ucraineană (99,6%), existând în minoritate și vorbitori de alte limbi.